# Belsele
Belsele (Frans: Belcele) is een dorp in de Belgische provincie Oost-Vlaanderen en een deelgemeente van de stad Sint-Niklaas, het was een zelfstandige gemeente tot aan de gemeentelijke herindeling van 1977. Het gehucht Puivelde vormt een afzonderlijke entiteit.

## Geschiedenis

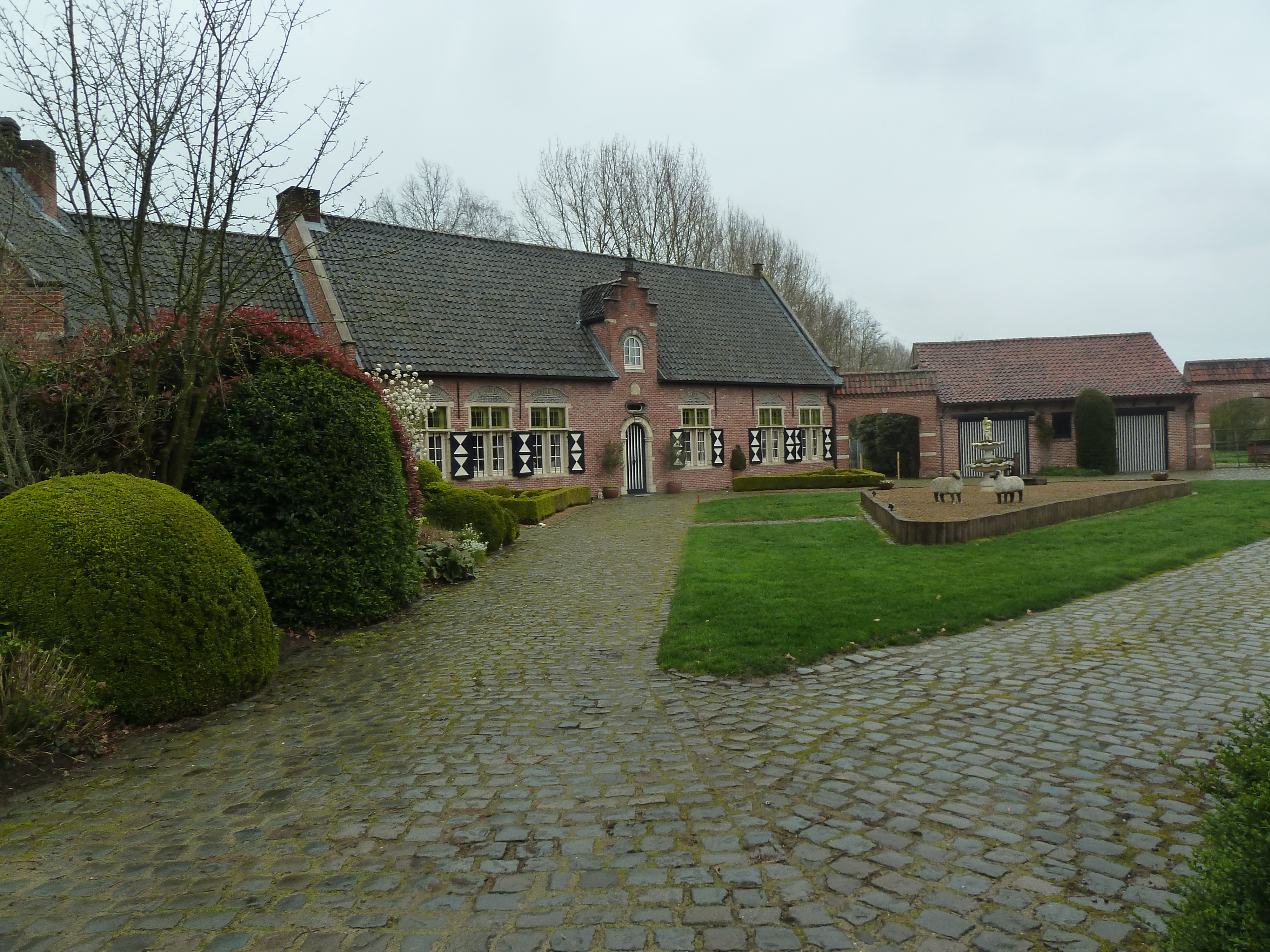
Eeckelaershoeve, Schrijberg, 17de eeuw

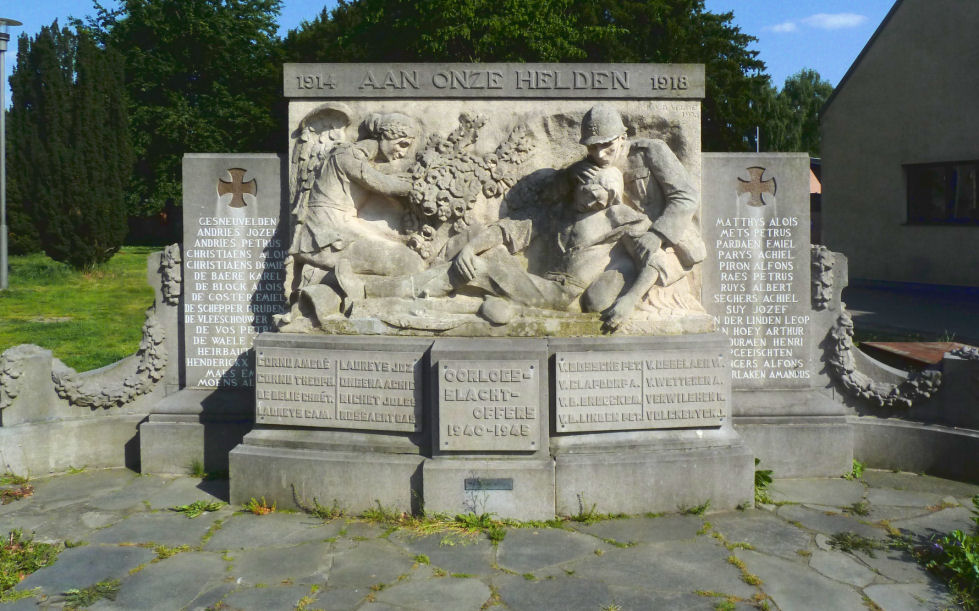
"Aan onze helden" door Robert Vande Velde

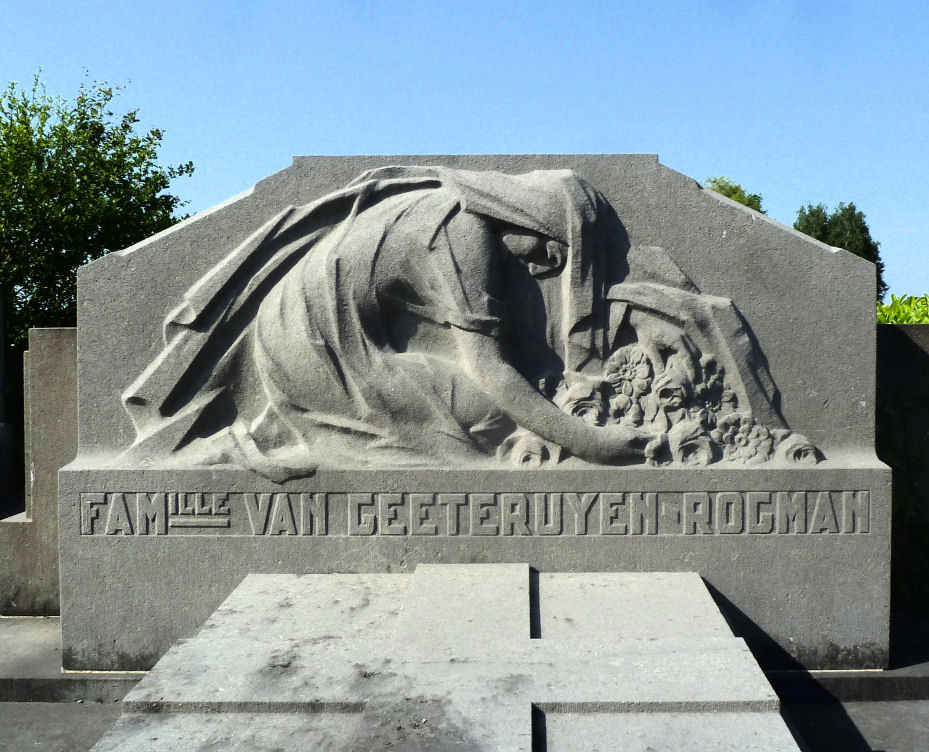
"Treurende Vrouw", graf van Vangeetruyen-Rogman, door Robert Vande Velde

Vanwege diverse bodemvondsten uit de Late IJzertijd en de Gallo-Romeinse periode wordt Belsele als een van de oudste Wase nederzettingen bestempeld. Fundamenten van een Romeinse villa in de wijk Steenwerk ondersteunen het vermoeden dat de dorpskom ontstond langs de baan Antwerpen-Gent-Rijsel.
De benaming Belsele komt al voor in documenten uit de negende eeuw. Het achtervoegsel -sele verwijst naar een Frankische oorsprong. In de tweede helft van het eerste millennium was er wellicht een kleine Frankische landbouwgemeenschap gevestigd op de Belseelse heide. In 1217 werd Belsele een autonome parochie. Door toedoen van gravin Johanna van Constantinopel werd Belsele eveneens in 1217 administratief verenigd met Sinaai in een vierschaar, die ressorteerde onder de Keure van Waas. De vierschaar werd bestuurd door een meier, een griffier en telkens vier schepenen uit beide dorpsheerlijkheden. Zij vergaderde over algemene of financiële kwesties en kleinere strafzaken.
Onder het Franse bewind werd de vierschaar opgeheven. Krachtens de wet van 9 vendémiaire van het jaar IV (1 oktober 1795) werd Belsele kantonhoofdplaats in het Scheldedepartement, met als onderhorige gemeenten Daknam, Eksaarde, Elversele, Kemzeke, Sinaai, Sint-Pauwels, Tielrode en Waasmunster. Dit statuut verdween na de Belgische onafhankelijkheid. Tot de eerste helft van de twintigste eeuw behield Belsele zijn typisch karakter van Waas landbouwdorp. De productie bleef tot 1850 hoofdzakelijk afgestemd op vlas en graan. Daarna gebeurde een geleidelijke omschakeling naar veeteelt. Houthandel ten behoeve van de Wase steenbakkerijen was een belangrijke economische factor in de negentiende eeuw. Daarnaast bestonden er kleine ambachtelijke bedrijven, zoals brouwerijen, weverijen, klompen- en schoenmakerijen. In de twintigste eeuw vond een bescheiden reconversie plaats naar voeding, bouw en textiel.
Sinds de Tweede Wereldoorlog evolueerde Belsele tot een groene, residentiële woongemeente, waarvan het gros van de beroepsbevolking naar Sint-Niklaas en in mindere mate naar Antwerpen pendelt. In 1414 werd er een kapel opgericht, die toegewijd was aan Sint Job. In 1801 werd de kapel een hulpkerk van Belsele. Pas rond 1900 werd Puivelde een zelfstandige parochie.

## Geografie
De Belselebeek stroomt door Belsele. Belsele ligt op een cuestarug, meer bepaald op de cuesta van het Waasland.

## Demografische ontwikkeling
- Bronnen:NIS, Opm:1831 tot en met 1970=volkstellingen; 1976 = inwoneraantal op 31 december

## Bezienswaardigheden
- De Sint-Andreas- en Ghislenuskerk dateert uit de twaalfde eeuw. Het is een herhaaldelijk verbouwde gotische kruiskerk met sporen van Romaanse architectuur in de benedenkerk en de torenbasis. De kerk bezit een rijk patrimonium, voornamelijk uit de zeventiende en achttiende eeuw. Het Van Peteghemorgel is in 1784 gebouwd.
- Naast de kerk staat een standbeeld om de gesneuvelden uit de twee Wereldoorlogen te herdenken.
- Het voormalige gemeentehuis is gebouwd naar een ontwerp van architect Henri Derre.
- Brouwerij Boelens, een ambachtelijke bierbrouwerij.
- De Roomanmolen, een windmolenrestant uit 1862, gebouwd door Pieter Weyn.[1][2]
- Het Hof van Belsele.

## Folklore
Belsele heeft een folklorevereniging, de Kabaskes en drie reuzen: Raf, Germaine en Jules Kabas.

### Klokkenlappers
Klokkenlappers is de schimp- of scheldnaam (locofaulisme) voor de inwoners van Belsele. Over de oorsprong van de naam gaat het volgende verhaal: “Vele jaren geleden was er te Belsele een klok gebarsten. Op zekere dag kwam er een ketellapper in het dorp, die beweerde de klok te kunnen maken. Men vroeg hem wat hij daarvoor nodig had en hij antwoordde "Klokspijs van goud en zilver en ge zult nooit een schonere klank gehoord hebben".
Al spoedig werd hem al het goud en zilver gebracht dat er in het dorp voorhanden was en de volgende dag zou de kunstenaar met zijn werk beginnen. Maar 's anderdaags was de ketellapper niet meer te horen of te zien.”

## Natuur en landschap
Belsele ligt in Zandig Vlaanderen en in het Waasland. Het ligt op de Cuesta van het Waasland met een hoogste punt van 23 meter.

## Politiek
Belsele had een eigen gemeentebestuur en burgemeester tot de gemeentelijke fusie van 1977 met Sint-Niklaas. Burgemeesters waren:
- 1936-1940: Karel Lodewijk Ringoot
- 1948-1958: Hubert Boelens
- 1959-1976: Karel Vercruyssen

## Verkeer en vervoer
In Belsele bevindt zich het Station Belsele. Ook het station van Sinaai bevindt zich op Belseels grondgebied. Beide stations liggen langs lijn 59.
Buslijnen 21, 22 en 23 rijden vanuit Belsele richting Sint-Niklaas en Sinaai.

## Sport
In Belsele bevindt zich sport- en cultuurcentrum De Klavers. Voetbalclub Sportkring Belsele is aangesloten bij de KBVB en speelt er in de provinciale reeksen.

## Onderwijs
Naast de sporthal bevindt zich de gemeentelijke basisschool Gavertje Vier. Overige scholen zijn basisschool Berkenboom De Ritsheuvel en vrije basisschool Sint-Lutgart, een kleuter- en basisschool.
In de 17de eeuw, oktober 1609, werd Joos de Wolff de eerste gekende ‘schoolmeester’ van Belsele aangesteld door de ‘pastoir’, de schepenen en de gegoeden de prochie’. Hij was tegelijk ook cappalaen ("onderpastoor"). Publiek onderwijs, maar niet zuiver gemeentelijk. Die verwevenheid was er toen overal in Vlaanderen. De gemeente nam toen ook de beslissing om een schoolgebouw op te trekken.
In 1786 kreeg dat schoolgebouw een opknapbeurt en in 1789 gingen er ongeveer 70 leerlingen naar school. De school was toen gemengd en had maar één leslokaal en één onderwijzer, bijgestaan door een hulponderwijzer. Het gebouw dienden ook voor de vergadering van de besturen.

## Media
Belsele kent een lange geschiedenis van vrije radio's, waaronder radio EXTREEM (van 12 september 1981 t.e.m. 1986, oorspronkelijk op 102.7 MHz) en Vrije Radio Belsele (van 1984 t.e.m. 1995). Sinds 2009 opereert VRB als evenementradio tijdens de jaarlijkse kermis in de maand juni. Hier organiseren ze verschillende activiteiten waaronder een fuif en vedettenparade.

## Bekende personen
- Alfons De Belie, leider van de opgraving van de Abdij van Boudelo te Klein-Sinaai en lid van de Belseelse Kunstvrienden. Tevens auteur van het Woordenboek der Belseels dialect.
- Henri van Geeteruyen, directeur van de Malterie van Geeteruyen - Rogman.[7]
- Sandra Denotté, artiestennaam Sanne, zangeres en pedagogisch directeur basisschool Gavertje Vier.
- Léon Scheerders, begraven in Belsele, oprichter van Scheerders-Van Kerchove.

## Nabijgelegen kernen
Sint-Niklaas, Sint-Pauwels, Waasmunster, Puivelde, Duizend Appels
| Aangrenzende gemeenten | Aangrenzende gemeenten | Aangrenzende gemeenten | Aangrenzende gemeenten | Aangrenzende gemeenten |
| ---------------------- | ---------------------- | ---------------------- | ---------------------- | ---------------------- |
|                        |                        | Sint-Pauwels           |                        |                        |
|                        |                        |                        |                        |                        |
| Sinaai                 | Sint-Niklaas           |                        |                        |                        |
|                        |                        |                        |                        |                        |
|                        |                        | Waasmunster            |                        |                        |